# 八思不花
八思不花，蒙古帝国人物，弘吉剌部按赤歹氏。
成吉思汗时，跟随攻打乃蛮、钦察、兀罗思（罗斯诸国）、馬扎兒（匈牙利）、回回（花剌子模王朝）諸國，常为先锋破敌。被成吉思汗嘉赏，賜给他虎符。前去諭降豐州、雲州，擢充宣撫使。其子忽押忽辛襲職，佩虎符。蒙哥对他说：「你所佩金符舊了，怎么表彰世代的功劳。」命改製新的賜给他。中統三年（1262年），改任河中府達魯花赤，之后去世。

## 家系
- 八思不花
  - 子：忽押忽辛
    - 孙：药失谋
      - 曾孙：阔里吉思